# Gallinula pacifica
Gallinula pacifica е вид птица от семейство Rallidae.

## Разпространение
Видът е разпространен в Самоа.